# AG0302-COVID‑19
AG0302-COVID‑19 — кандидат на вакцину проти COVID-19, розроблений компанією «AnGes Inc». Особливістю цієї вакцини є те, що вона може застосовуватися як внутрішньом'язово, так і внутрішньошкірно. Початково у 2020 році цей кандидат у вакцини мав назву «AG0301-COVID‑19».